# Jack Vettriano
Jack Vettriano, nacido como Jack Hoggan, (Meth, Fife, Escocia, 17 de noviembre de 1951-Niza, Francia, 1 de marzo de 2025) fue un pintor escocés.  

## Biografía
Jack Vettriano abandonó la escuela a los dieciséis años para convertirse en un ingeniero de minas, cuando cumplió los veinte años una amiga le regaló acuarelas y a partir de eso dedicó su tiempo libre a la pintura. En 1989 presentó dos cuadros a la Royal Scottish Academy, los cuales fueron aceptados y vendidos el primer día. Al año siguiente entró en la Royal Academy y así se inició su carrera como artista.
El 3 de marzo de 2025 se anunció la muerte de Vettriano. Su cuerpo fue descubierto en su apartamento dos días antes.

## Obras
Entre sus 25 y 39 años se dedicó principalmente a copiar obras de El Greco, Dalí, pintores impresionistas y otro grandes artistas, lo cual le sirvió como aprendizaje para definir su estilo y depurar su técnica.
En los últimos veinte años Vettriano ha realizado exposiciones individuales en Edimburgo, Londres, Hong Kong y Nueva York. 
Una de las obras más importantes de Vettriano, The Singing Butler (El mayordomo cantante), vendida originalmente por 4.000 € en el año 1991 y se volvió a vender en el año 2004 por £ 750.000 (970.000 €).Los derechos de reproducción en pósteres y postales le generan más de medio millón de euros anuales.

## Distinciones

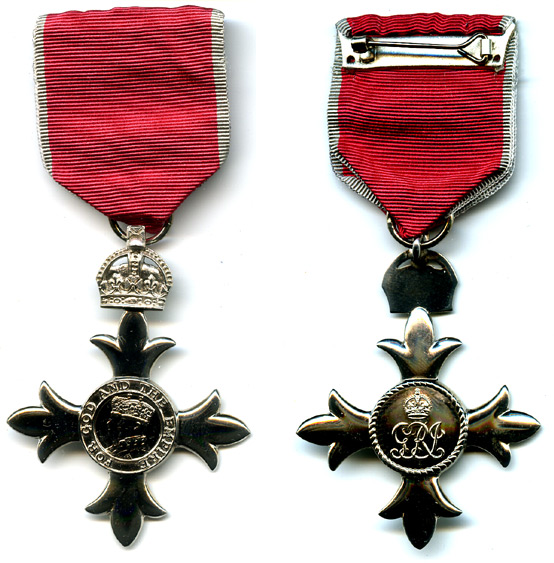
Anverso y reverso de la Medalla de la Orden del Imperio Británico.

En el año 2003 La reina Isabel II, a petición del gobierno, concedió a Jack Vettriano el título de OBE (Oficial del Imperio Británico) por su servicio a las artes.